# Mellisuga
Mellisuga é um género de beija-flor da família Trochilidae.
Este género contém as seguintes espécies:
- Mellisuga helenae (Lembeye, 1850)   —   colibri-abelha-cubano, beija-flor-abelha, beija-flor-de-helena ou colibri-abelha
- Mellisuga minima (Linnaeus, 1758)  —  beija-flor-verbena, colibri-verbena